# Lactarius musteus
Espèce
Statut de conservation UICN

 NT  : Quasi menacé
Lactarius musteus est une espèce de champignons de la famille des Russulaceae. Il est également connu sous le nom de lactaire pâle des tourbières.

## Description
Le chapeau mesure généralement entre 4 et 10 cm de diamètre et le sporophore mesure environ 8 cm de haut et 2 cm de diamètre. Le lactaire pâle des tourbières est de couleur blanchâtre et parfois rosée ou ocre.
La chair du champignon est blanche et prend une couleur très légèrement grisâtre lorsqu'elle est exposée à l'air. Elle dégage une odeur épicée et légèrement fruitée.
Le lait de ce lactaire est blanc et devient olivâtre au bout de 2-3 heures.

## Habitat
Cette espèce se développe sur principalement dans les milieux montagnards, sous les pins. On la retrouve dans les pinèdes ou les tourbières, comme son nom vernaculaire l'indique.
Le lactaire pâle des tourbières croit principalement dans les tourbières à sphaignes.

## Répartition
On peut voir le lactaire dans plusieurs pays nordiques, la Norvège, la Suède et la Finlande. Il apparait plus rarement en Russie ainsi qu'en Angleterre, en France, en Italie et en Suisse.
Il a été observé à de très rares reprises sur le continent américain.

## Systématique
Le nom correct complet (avec auteur) de ce taxon est Lactarius musteus Fries.
Lactarius musteus a pour synonyme :
- Agaricus musteus Rabenhorst

- Lactifluus musteus Kuntze

- Lactarius pubescens ss. Bresadola

- Lactarius russuloides Z. Schaefer

## Menace
Les tourbières, et plus particulièrement les tourbières à sphaignes, constituent l'habitat quasi exclusif de ce champignon. Ainsi, les fortes menaces qui pèsent sur ces milieux, telles que le drainage, la pollution ou le changement climatique, affectent également cette espèce.

## Statut de protection
Une étude, publiée en avril 2024, menée conjointement en France par l’UICN, l’OFB, le MNHN et l’AdoniF sur le statut de conservation dans le pays de plus de 250 champignons ; classe cette espèce Lactarius musteus dans la catégorie NT (quasi menacé).